# Янукович, Геннадий Михайлович
Геннадий Михайлович Янукович (1902—?) — полковник ВС СССР, начальник Орджоникидзевского училища войск НКВД в 1941—1945 годах.

## Биография
Уроженец деревни Телядовичи (ныне Копыльский район, Минская область). В РККА с 1919 года.
С июля 1941 по февраль 1945 года — начальник Орджоникидзевского училища войск НКВД. Занимал также пост коменданта города Орджоникидзе, участвовал в строительстве оборонительных сооружений в городе.

## Награды
- Орден Ленина (21 февраля 1945)[1][4] — за выслугу лет в войсках, органах НКВД и милиции[5]
- Орден Красного Знамени[6] (дважды):
  - 4 ноября 1944[1] — за выслугу лет в войсках, органах НКВД и милиции[a]
  - 24 ноября 1950[1]
- Орден Красной Звезды:
  - 14 октября 1942[8]
  - 12 января 1943[1] — за успешное выполнение заданий Правительства по строительству оборонительных рубежей[9][3]
  - 3 декабря 1944 — за успешное выполнение специальных заданий Правительства[10]
- Орден Отечественной войны I степени
  - 22 сентября 1945[1][11] — за успешное выполнение специальных правительственных заданий[b]
  - 24 августа 1949 — за успешное выполнение специального задания Правительства[13]
- Медаль «За оборону Кавказа» (1 мая 1944)[1]
- Медаль «За победу над Германией в Великой Отечественной войне 1941-1945 гг.» (9 мая 1945)[1]
- Медаль «За победу над Японией»[1]

## Комментарии
1. ↑  В указе Президиума Верховного Совета СССР указана дата не 4, а 3 ноября 1944 года[7]
2. ↑  В указе Президиума Верховного Совета СССР указана дата не 22, а 21 сентября 1945 года[12]